# Pulu (Mugu)
Pulu – gaun wikas samiti w zachodniej części Nepalu w strefie Karnali w dystrykcie Mugu. Według nepalskiego spisu powszechnego z 2011 roku liczył on 216 gospodarstw domowych i 1095 mieszkańców (591 kobiet i 504 mężczyzn).